# Chris Henchy
Christopher Thomas Henchy (Nova Iorque, 23 de março de 1964) é um diretor, produtor cinematográfico e roteirista americano. Ele é mais conhecido por ser um colaborador criativo de Will Ferrell, incluindo a co-criação do sítio Funny or Die e a escrita de vários filmes de Ferrell, incluindo Land of the Lost, The Other Guys e The Campaign.

## Primeiros anos
Henchy nasceu em 23 de março de 1964 em Nova Iorque, filho de Patricia e Michael Henchy. Ele foi criado em Augusta, Geórgia, e frequentou a Escola Católica Saint Mary on the Hill. Ele se formou na Friendswood High School. Ele frequentou a Universidade do Novo México, onde recebeu um diploma de bacharel em finanças e foi membro do Sigma Alpha Epsilon.

## Carreira
Henchy foi escritor e produtor de seriados de televisão Spin City e Life with Bonnie. Ele criou a sitcom I'm with Her com Marco Pennette, que foi vagamente baseada no relacionamento de Henchy com sua esposa Brooke Shields. A série foi cancelada pela ABC após uma temporada. Henchy mais tarde se tornou co-produtor executivo de Entourage e produtor de Eastbound & Down da HBO. Ele, junto com Will Ferrell e Adam McKay, criaram o sítio Funny or Die. Henchy produziu The Goods: Live Hard, Sell Hard. Ele é creditado como escritor do filme Land of the Lost, The Other Guys e The Campaign, que ele também co-produziu. Em 2018, Henchy foi anunciado para dirigir um longa-metragem para a série de televisão Impractical Jokers com trabalho de produção de Funny or Die. Foi lançado em fevereiro de 2020 sob o nome Impractical Jokers: The Movie.

## Vida pessoal

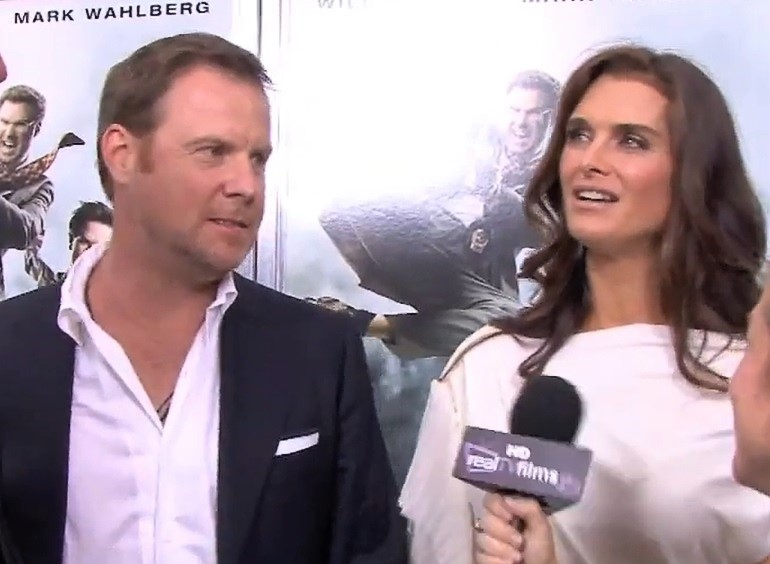
Henchy e Shields em 2010

Henchy conheceu a atriz Brooke Shields em 1999 no lote da Warner Bros.. Eles ficaram noivos em julho de 2000, durante férias no México, e se casaram em 4 de abril de 2001. Eles têm duas filhas, Rowan Henchy e Grier Henchy e residem em Greenwich Village, Manhattan.
Henchy atua no Conselho Criativo da Represent.Us, uma organização apartidária anticorrupção.